# Persil-Schule (München)

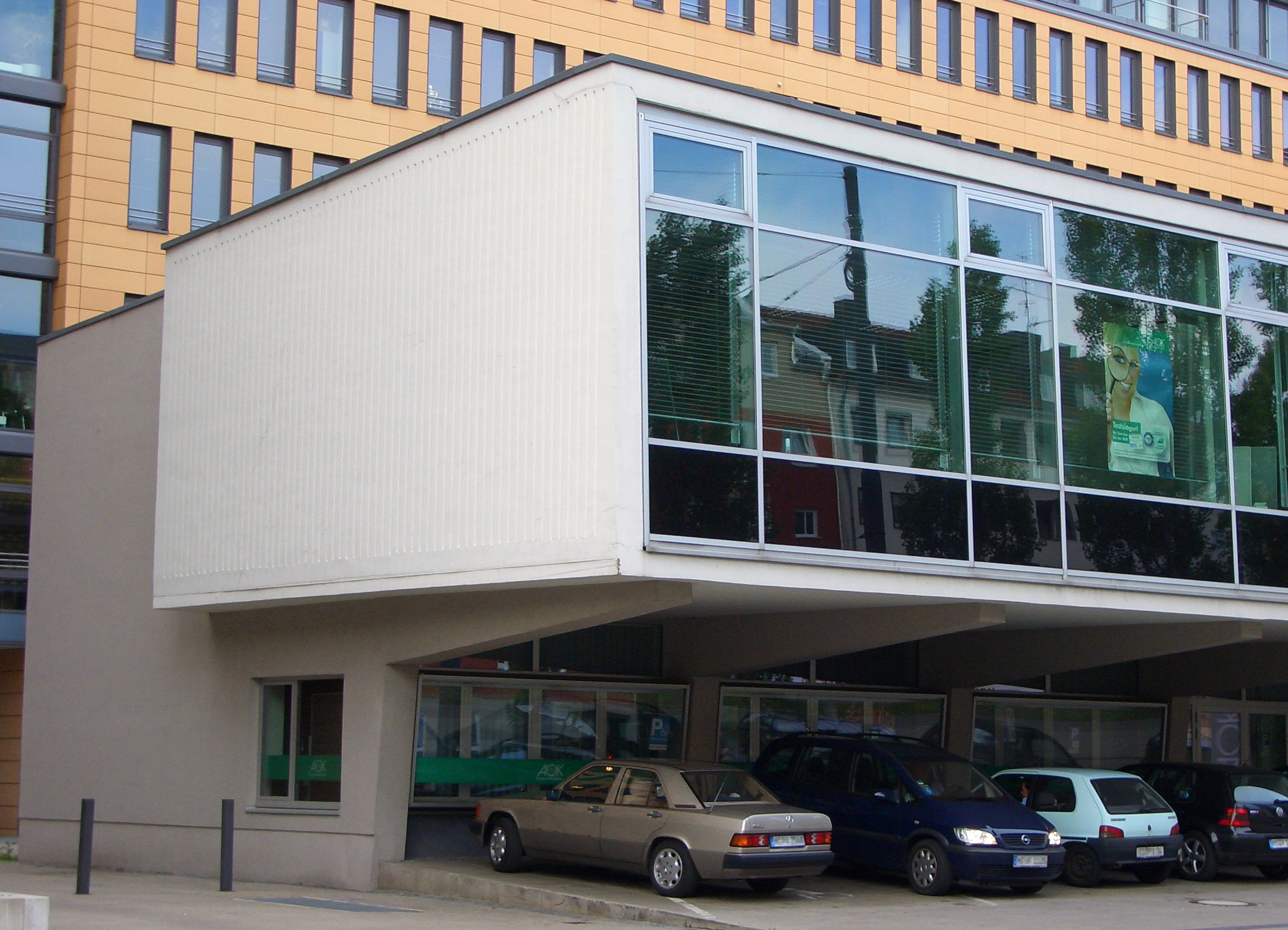
Detail, von Südwesten

Die Persil-Schule ist ein denkmalgeschütztes Bauwerk der Moderne im Münchner Stadtbezirk Schwanthalerhöhe. Ursprünglich diente sie der Firma Henkel zum Direktmarketing ihrer Waschmittel, insbesondere Persil.

## Bauwerk und Lage

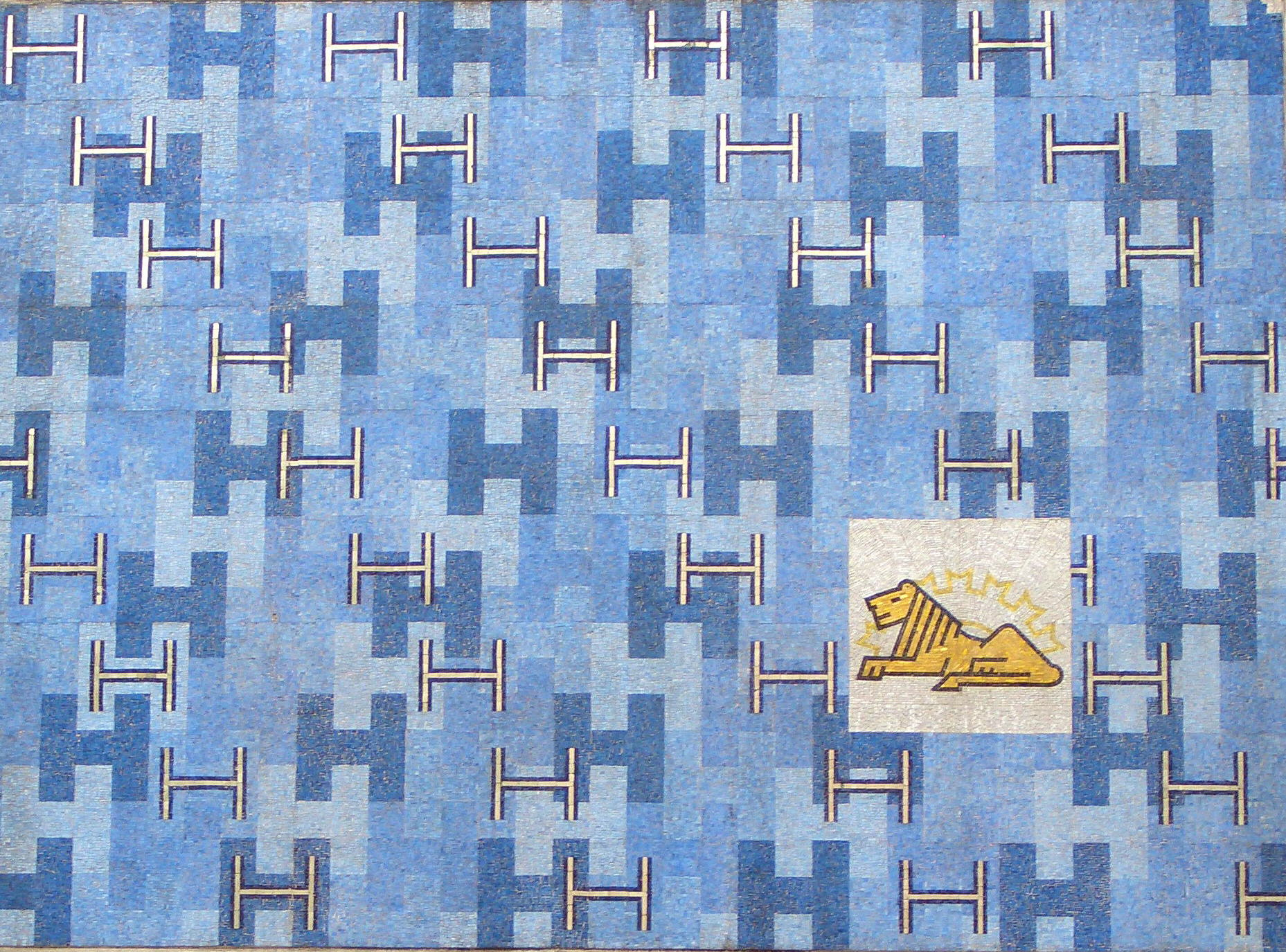
Fassadenmosaik

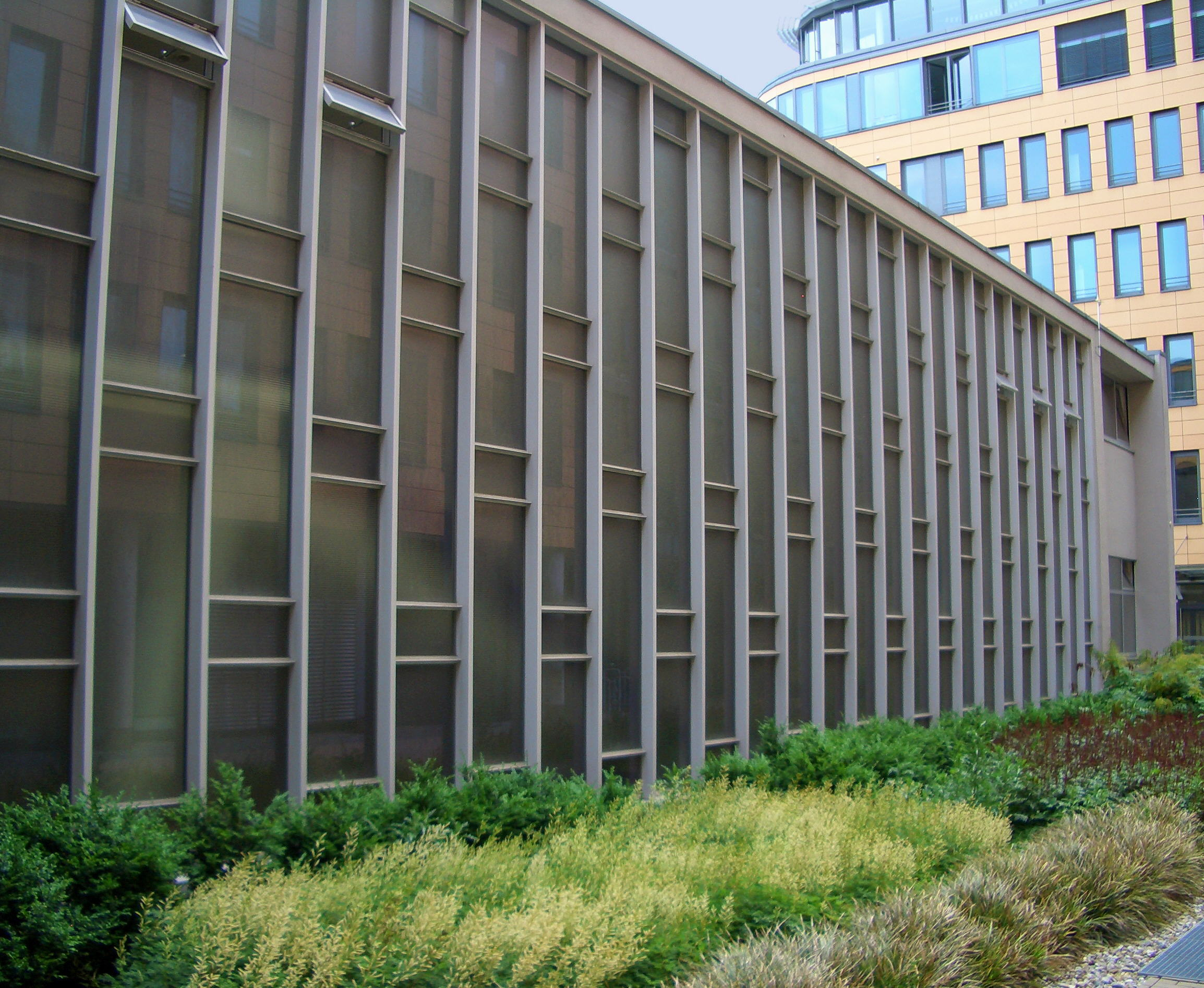
Rückseite

Das Gebäude der Persil-Schule steht an der Landsberger Straße 150 etwa 200 Meter östlich der Überführung der Bahnlinie München-Wolfratshausen.
Das Bauwerk wurde nach einem Entwurf der Architekten Walter Köngeter und Ernst Petersen als Betonskelettbau errichtet. Köngeter und Petersen hatten bereits zuvor zahlreiche Bauten für die Firma Henkel errichtet, darunter eine Persil-Schule in Hamburg.
Der freistehende zweigeschossige Bau mit stark vorkragendem Obergeschoss ist etwas gegen die Baulinie der Landsberger Straße zurückgesetzt. Zur Straßenfront hin ist die leicht geneigte Fassade des Obergeschosses auf ganzer Länge und Höhe verglast, bis auf eine Mosaikfläche in der linken Hälfte. Das Erdgeschoss ist zur Straße hin ebenfalls mit Schaufenstern ausgestattet. Die Rückfront ist auf beiden Etagen massiv ausgeführt; das Flachdach fällt von der Straßenfront dorthin leicht ab.
Das Fassadenmosaik an der Straßenfront zeigt ineinander verschränkte „H“s – Sinnbild für die Firma Henkel. Die Fassungen der mattierten Glasfenster auf der Rückseite wiederholen das Motiv in anderer Form.

## Geschichte

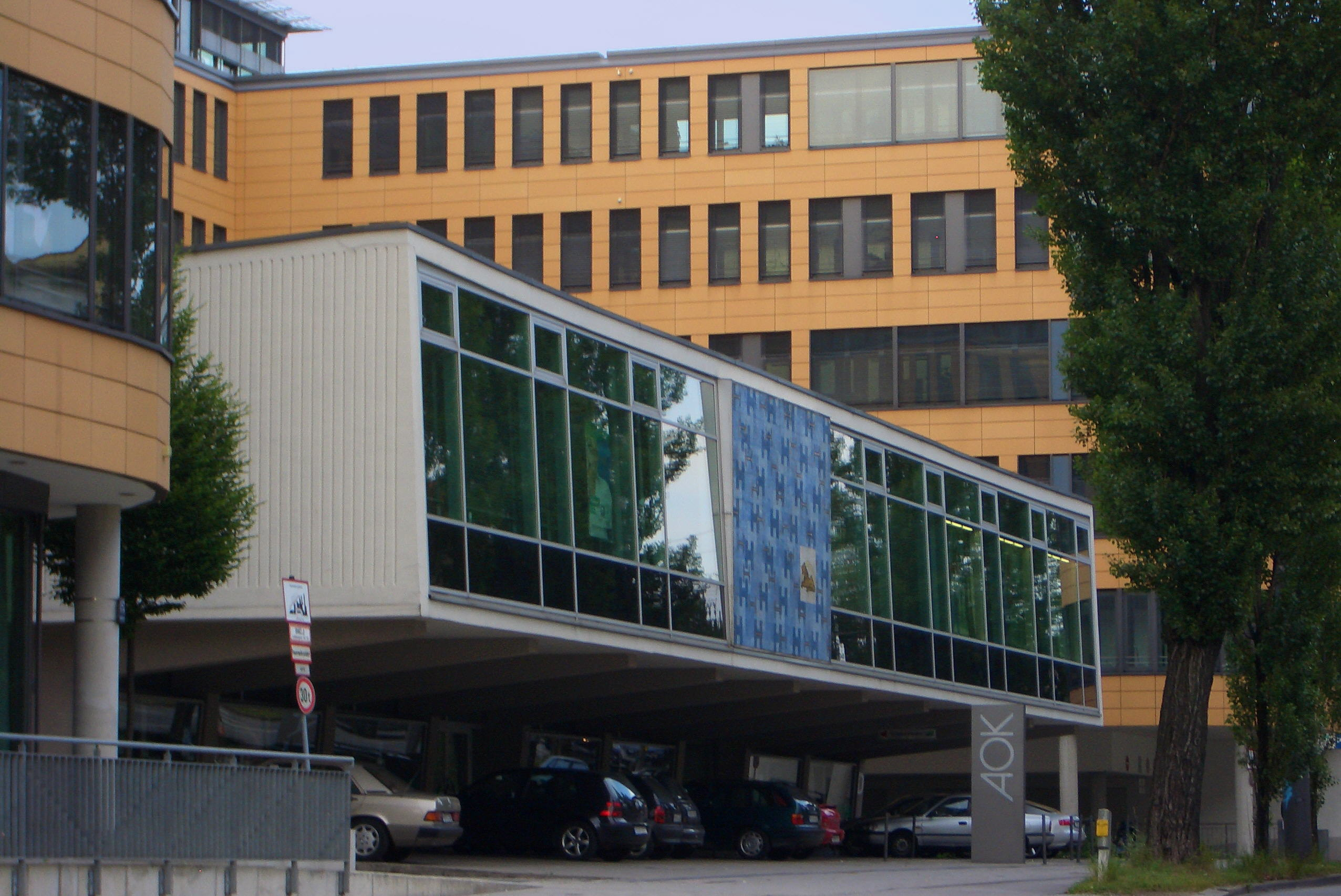
Von Südwesten

Die erste Persil-Schule richtete die Firma Henkel bereits 1928 in Berlin ein; sie klärte Hausfrauen über Waschmethoden und den richtigen Umgang mit Waschmitteln auf. Gleichzeitig trug sie zur weiteren Popularisierung der Henkel-Produkte bei. Nach dem Zweiten Weltkrieg griff Henkel das Konzept als Mittel zum Direktmarketing ihrer Produkte erneut auf. In fünf Städten in Deutschland, darunter auch Hamburg, wurden Persil-Schulen in eigens dafür errichteten Gebäuden gegründet. Zielgruppe waren nicht nur Hausfrauen, sondern auch Wäschereien und die Handelsvertreter von Henkel.
Die Persil-Schule in München wurde in den Jahren 1954 bis 1956 auf dem Gelände des Auslieferungslagers von Henkel gebaut. Das für die damalige Zeit ausgesprochen moderne Erscheinungsbild des Bauwerks sollte nicht nur einen Blickfang darstellen, sondern auch das moderne Image der zu vermarktenden Waschmittel unterstreichen, die klare Linienführung und Farbgestaltung den Eindruck von Sauberkeit vermitteln.
Nach Aufgabe der ursprünglichen Nutzung beherbergte sie in den 1980er und 1990er Jahren einen Musikalienhandel. Der dann folgende Plan, das Gebäude abzureißen und die Baulücke entsprechend der angrenzenden mehrgeschossigen Blockrandbebauung zu schließen, konnte verhindert werden, nachdem die Persil-Schule 1999 unter Denkmalschutz gestellt worden war. Realisiert wurde 2004 bis 2005 schließlich ein Bürohaus, das zwar an die Nachbargebäude anschließt, die Persilschule aber rückwärtig u-förmig umschließt; es ersetzt das früher dort stehende Auslieferungslager der Firma Henkel. Architekt des Neubaus und Leiter der aufwändigen Restaurierung des Baudenkmals war Lothar Grassinger. Die renovierte Persil-Schule erhielt eine lobende Erwähnung im Münchner Fassadenwettbewerb 2005.
Mieter im neuen Büroblock ist die AOK, der die ehemalige Persil-Schule wieder als Schulungsstätte dient.

## Einzelbelege
1. ↑  Persil - Revolution im Waschzuber. Deutsche Welle, abgerufen am 18. Juni 2009
2. ↑  Landsberger Str. 150. Landeshauptstadt München, Referat
für Stadtplanung und Bauordnung, abgerufen am 18. Juni 2009

Koordinaten: 48° 8′ 26″ N, 11° 31′ 47″ O